# Torreya nucifera
Espèce
Statut de conservation UICN

 LC  : Préoccupation mineure
Torreya nucifera (nommé kaya par les Japonais) est un conifère de la classe des Pinopsida, à croissance lente originaire du Japon méridional.
Il croît jusqu'à une hauteur de 15 m pour un tronc allant jusqu'à 1,5 m de diamètre. Les feuilles sont persistantes, en forme d'aiguille, longues de 2 à 3 cm et larges de 3 mm. Il est dioïque (à tendance monoïque) : un arbre ne produit quasiment que des cônes mâles ou femelles.
Le nom Torreya doit son origine au botaniste américain John Torrey.

## Intérêt économique
Son bois est prisé pour la construction de gobans et de shōgiban de par sa couleur blonde, sa texture, et la qualité sonore du bruit de pierres à sa surface. Le manque de kaya a fait le succès du shin-kaya, meilleur marché.
Les graines sont comestibles. Elles sont également pressées pour extraire leur huile végétale.
Dans le bouddhisme ésotérique japonais, comme par exemple celui de l'école Shingon, les feuilles de l’arbre ainsi que l’huile extraite ont des usages rituels. Les feuilles de l'arbre représentent des fleurs et l'huile de l'arbre est brûlée dans une lampe lors d'une longue pratique de méditation connue sous le nom de méditation de l'étoile du matin.